# Северный форт
Северный форт — защитное укрепление в Севастополе, памятник архитектуры XIX века. Последний раз использовался в Великой Отечественной войне, во время Обороны Севастополя. Находится на современной улице Челюскинцев на Северной стороне города.

## История
Строительство укрепления длилось с 1807 по 1811 год под руководством инженера генерал-майора Роберта Гартинга и имело целью создание контроля подхода к центральной бухты Севастополя. По своему строению — уникальное для Севастополя сооружение, установленное в форме восьмиугольной звезды, длина которой с северо-востока на юго-запад составила 530 метров, а с северо-запада на юго-восток 500 метров. На четырёх углах построены бастионы.

По периметру укрепления окружены рвами шириной более пяти метров и глубиной около четырёх метров, на которых установлены блоки из камней и известняка, наложенные друг на друга насухо. После самого строительства форт претерпел изменения и был несколько раз на реконструкции, но сама форма осталась неизменна, также были построены и подземелья для хранения боеприпасов и продовольствия.

Северное укрепление в 1941 году, аэрофотосъемка люфтваффе

Первое испытание Северного форта относят к 1854 году, во времена Крымской войны. Согласно тактике английских и французских войск, выгоднее было начинать штурм именно с позиции Северного форта, однако ни одного выстрела не сделано. Известно, что в то время укрепления были в плохом состоянии. Гарнизон форта составлял до 11 тысяч человек, укомплектованными примерно полусотней орудий, большинство которых были малого калибра. Английские и французские войска не решились на наступление и попытались обойти Северное укрепление. Во время маневрирования защитники Северного форта использовали время для укрепления рубежей.
По окончании Крымской войны укрепление превратили в обычный военный склад, а в начале XX века здесь построили казармы для сапёрной роты, которая в 1905 году стала зачинщиком известного восстания под руководством лейтенанта П. П. Шмидта. Когда восстание было подавлено, на этом месте организовали военную тюрьму для самих же восставших.
В советский период это место дислокации инженерной части. В 1932-м году, когда в комплекс укрепления включили новую стационарную зенитную батарею № 78, во время Великой Отечественной войны эта батарея нанесла весьма ощутимый урон гитлеровцам и они даже прозвали её «Форт Ленин».
Во время Обороны Севастополя 19 июня 1942 года немецкие войска пошли в наступление до главной бухты. Три дня длилась оборона Северного укрепления, которое обороняли бойцы зенитной батареи, остатки 178-го инженерного батальона береговой обороны Черноморского флота и 150 краснофлотцев, во главе которых стояли старший лейтенант Пехтин и политрук Бурец.
Ниже описание данного сражения из докладной записке, составленной руководством инспекции инженерных и крепостных войск Вермахта в 1943 году:

  «В 8 часов 30 минут утра наши подразделения одним броском достигли рва и попали под сильный перекрестный обстрел. Неприятель же предпринял контратаки, которые превратились в жестокие рукопашные бои с применением огромного количества гранат. Несмотря на то, что атаки были в течение дня неоднократно, до наступления темноты дальше рва наши части не смогли пройти. И только около полуночи, с введением в бой дополнительной артиллерии, удалось взобрался на вал укрепления и после рукопашного боя попасть внутрь. Внутри укрепления бой продолжался почти до 4 часов утра — в итоге почти вся его территория была устлана трупами, как большевиков, так и наших солдат. По показаниям пленных, в ночь с 21 на 22 июня все их комиссары и офицеры покончили с собой. Наши войска в боях лишились половины состава».

В современном состоянии Северный форт представляет собой фортификационный памятник Крыма и города Севастополь.